# Órgano (biología)

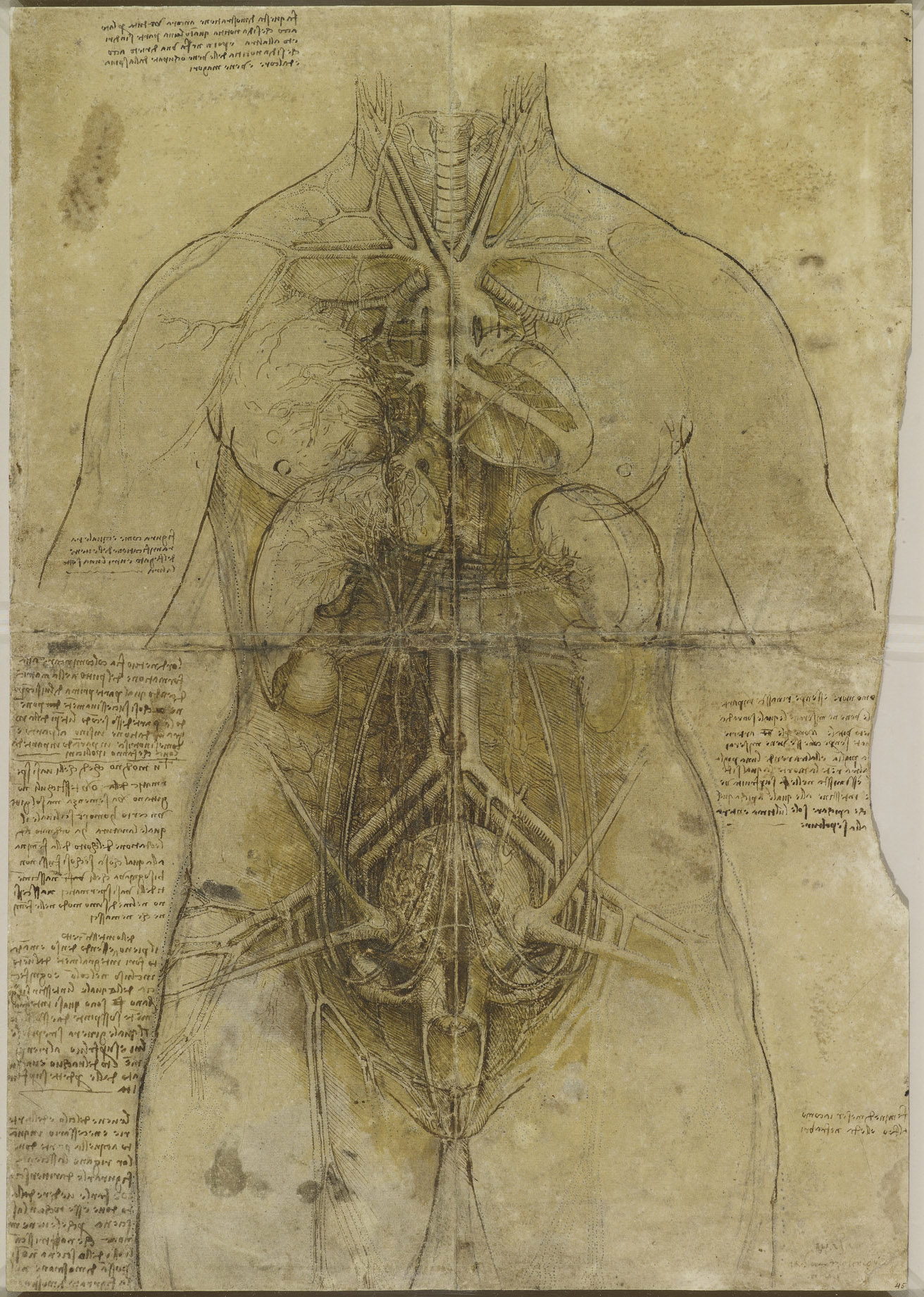
Órganos principales y sistema cardiovascular y genito-urinario de una mujer (Leonardo da Vinci, 1507).

Un órgano (del latín organum, ‘herramienta’), en biología y anatomía, es una agrupación de diversos tejidos que forman una unidad estructural encargada del cumplimiento de una función determinada en el seno de un organismo pluricelular. Dentro de la complejidad biológica, los órganos se encuentran en un nivel de organización biológica superior a los tejidos e inferior al de un sistema.

## Definición de órgano, aparato y sistema en anatomía
Jiménez-Castellanos, Catalina Herrera y Carmona Bono, en su Anatomía humana general, proponen las siguientes definiciones: 
- Órgano —Parte diferenciada del cuerpo que participa en la realización de una función.
- Aparato —Conjunto de órganos distintos en su estructura que contribuyen a realizar la misma función.[2]
- Sistema -Conjunto de órganos con igual estructura y origen embriológico.[2]

## Órganos de los animales
Los órganos de los animales, incluido el ser humano, son el corazón, pulmón, cerebro, ojos, lengua, estómago, bazo, huesos, páncreas, riñón, hígado, intestinos, piel (el mayor órgano de todos), vejiga, y los órganos que componen el aparato reproductor: los femeninos (ovarios, clítoris, útero) y los masculinos (testículos, pene, próstata). Los órganos internos también se denominan vísceras.

## Órganos, sistemas y aparatos en anatomía humana

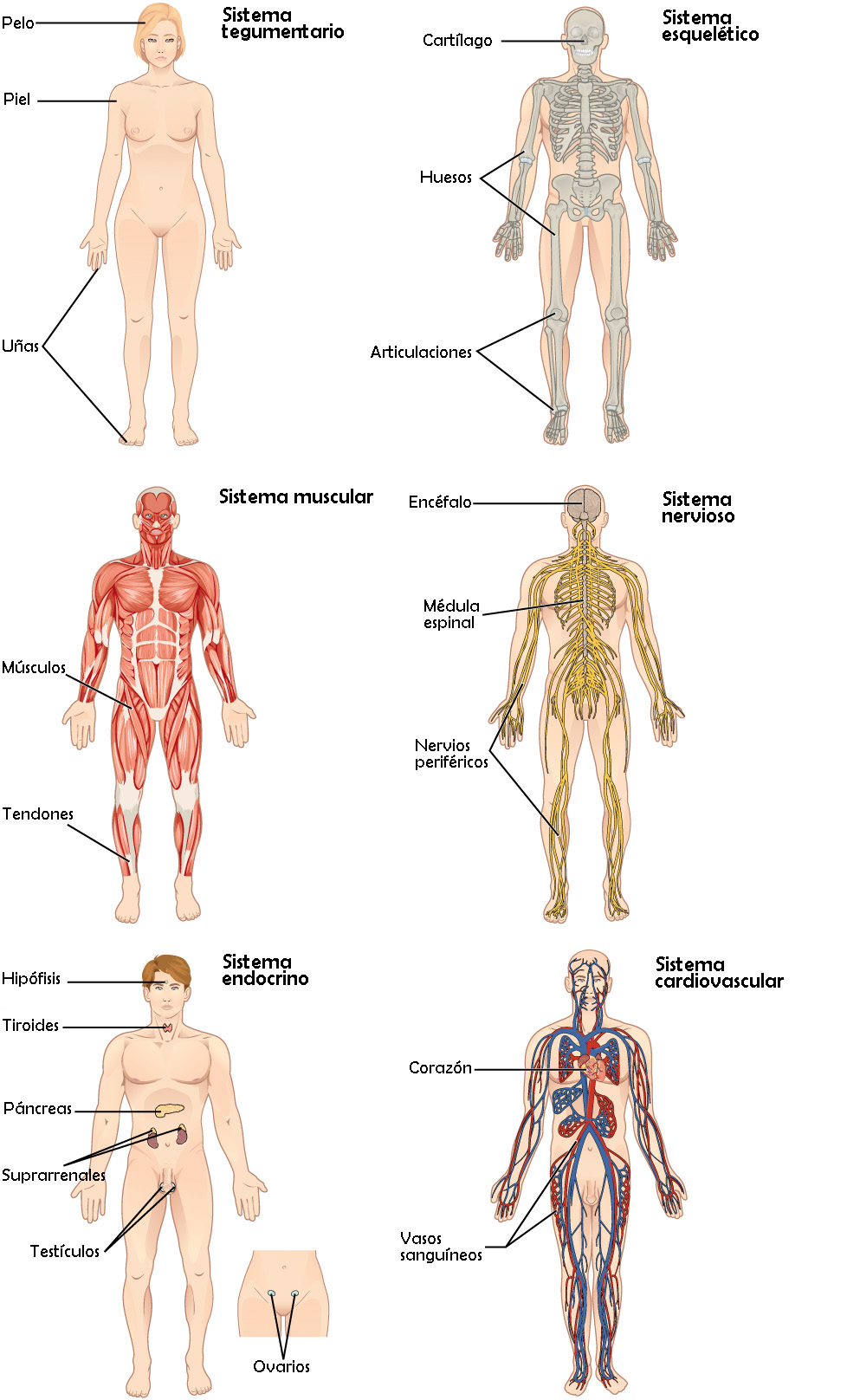

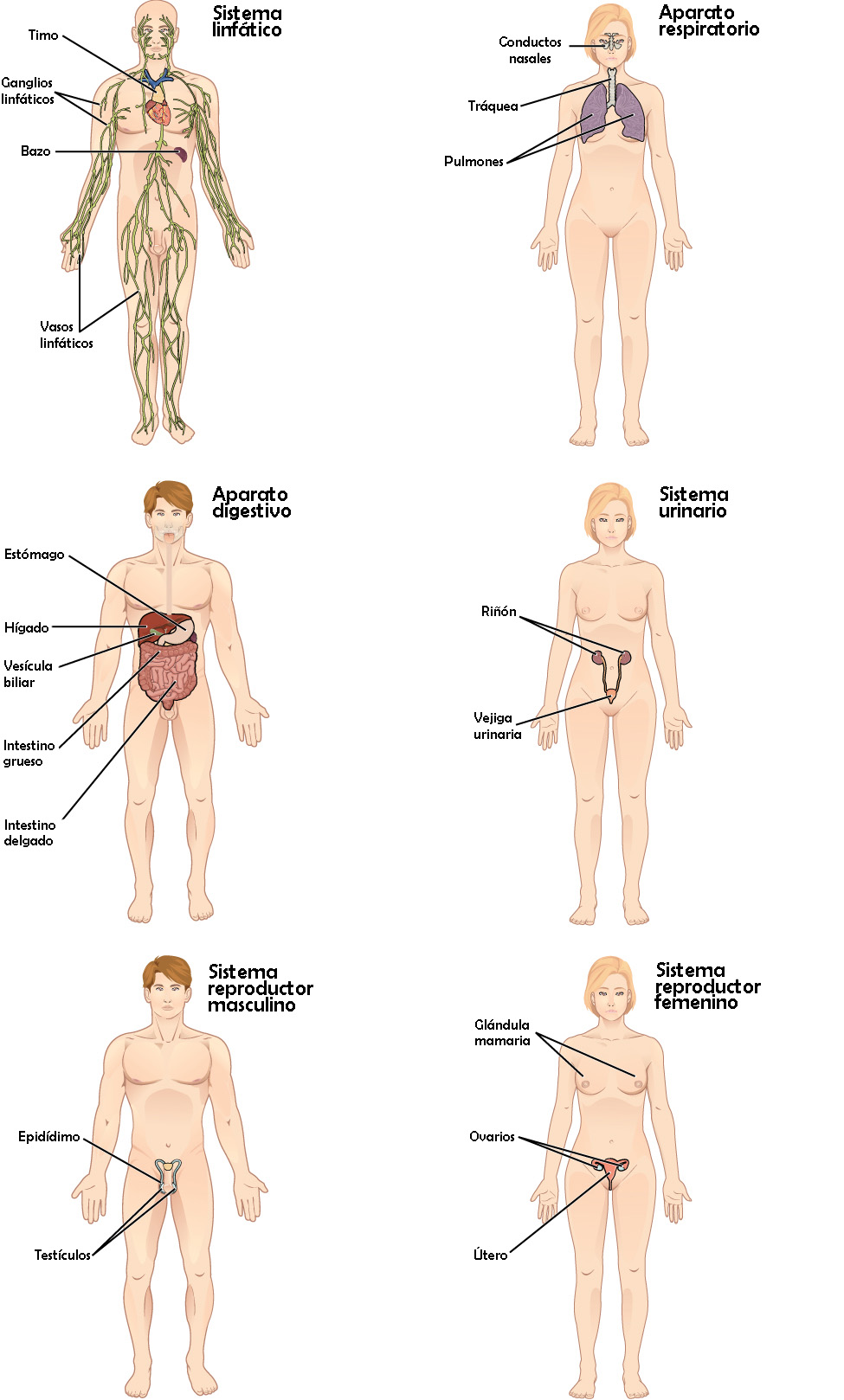
Aparatos y sistemas del cuerpo humano

Dentro de los distintos niveles de organización de la complejidad biológica de los animales nos encontramos con numerosos órganos agrupados según su función en los distintos aparatos y sistemas biológicos. 
No todos los animales poseen todos los órganos, solo los denominados animales superiores —por tener aparato reproductor— (vertebrados: aves, mamíferos, reptiles, peces y anfibios), disponen de todos o la mayoría de órganos relacionados.
Algunos órganos, por su función, pueden adscribirse a dos o más sistemas o aparatos. El sistema nervioso coordina el adecuado funcionamiento de los distintos sistemas y aparatos.
Se relacionan los distintos órganos agrupados en sistemas y aparatos funcionales de la anatomía humana:
| Sistema o Aparato                     | Órganos                                                               | Órganos                                                               | Otras partes o elementos (no son órganos) |
| ------------------------------------- | --------------------------------------------------------------------- | --------------------------------------------------------------------- | --- |
| Aparato digestivo                     | estómago[cita requerida] e hígado                                     | estómago[cita requerida] e hígado                                     | boca, faringe, esófago, vesícula biliar e intestinos (delgado y grueso)                                                                         |
| Aparato respiratorio                  | pulmones                                                              | pulmones                                                              | fosas nasales, faringe, epiglotis, laringe, tráquea, bronquio, bronquiolo, alvéolo y diafragma                                                  |
| Aparato circulatorio                  | corazón, pulmones, bazo, timo                                         | corazón, pulmones, bazo, timo                                         | El aparato circulatorio es el conjunto de los sistemas cardiovascular y linfático                                                               |
| Sistema cardiovascular                | corazón, pulmones,                                                    | corazón, pulmones,                                                    | arterias, venas y capilares |
| Sistema linfático                     | bazo, timo                                                            | bazo, timo                                                            | ganglios linfáticos, médula ósea |
| Aparato genital o aparato reproductor | masculino                                                             | testículos, pene y próstata                                           | vesícula seminal, glándulas bulbouretrales, epidídimo                                                                                           |
| Aparato genital o aparato reproductor | femenino                                                              | ovarios, clítoris y útero                                             | trompas de Falopio, vagina, glándulas de Bartolino                                                                                              |
| Sistema endocrino                     | páncreas, timo, ovarios y testículos                                  | páncreas, timo, ovarios y testículos                                  | y otras glándulas endocrinas (glándula tiroides, hipotálamo, hipófisis, glándula pineal, glándula pituitaria, , glándula adrenal                |
| Aparato excretor                      | riñón, vejiga                                                         | riñón, vejiga                                                         | uréter, uretra |
| Sistema nervioso                      | cerebro, medula                                                       | cerebro, medula                                                       | encéfalo (cerebro, cerebelo, tronco encefálico); sistema nervioso central, sistema nervioso periférico, nervios y sistema sensorial             |
| Sistema sensorial                     | sistema visual: ojo sistema auditivo: oído — órgano vestíbulo-coclear | sistema visual: ojo sistema auditivo: oído — órgano vestíbulo-coclear | Sistema somatosensorial: tacto; sistema gustativo y sistema olfativo                                                                            |
| Aparato fonador                       | lengua, pulmones                                                      | lengua, pulmones                                                      | laringe, cuerdas vocales, labios, bronquios, tráquea, glotis. El aparato fonador incluye órganos del aparato respiratorio y el aparato faríngeo |
| Aparato locomotor                     | huesos y músculos                                                     | huesos y músculos                                                     | sistema esquelético, sistema articular y sistema muscular (coordinados por el sistema nervioso permiten la locomoción)                          |
| Sistema esquelético                   | huesos                                                                | huesos                                                                | (esqueleto humano adulto tiene una media de 206 huesos)                                                                                         |
| Sistema muscular                      | músculos                                                              | músculos                                                              | |
| Sistema articular                     | --                                                                    | --                                                                    | articulaciones, ligamentos, tendones y cartílagos                                                                                               |
| Sistema inmunitario                   | piel                                                                  | piel                                                                  | y los sistemas de inmunidad innata y adaptativa (algunas enzimas, anticuerpos, células como los leucocitos y diversos tipos de orgánulos)       |
| Aparato estomatognático               | lengua, dientes                                                       | lengua, dientes                                                       | boca, labios, encías, mejillas, paladar, amígdalas, orofaringe, glándulas salivales, maxilares, ganglios linfáticos, senos paranasales          |
| Sistema integumentario                | piel, intersticio                                                     | piel, intersticio                                                     | tegumento: (piel) y faneras (pelo, uñas y glándulas exocrinas -en los animales también las pezuñas, escamas, picos, plumas y cuernos-)          |

### Órganos por zona anatómica
Prácticamente por todo el cuerpo humano encontramos órganos o partes de los sistemas muscular, esquelético, el cardiovascular, linfático y nervios, ya sea central o periférico. La piel (el órgano de mayor tamaño) se localiza en todas las zonas anatómicas. Sin embargo hay numerosos órganos que están localizados en zonas anatómicas determinadas
| Zona anatómica  | Órganos                                                              | Otras partes o elementos (no son órganos) |
| --------------- | -------------------------------------------------------------------- | --- |
| Cabeza y cuello | Ojo, oído, lengua, dientes, cerebro                                  | Cráneo, boca, fosas nasales, laringe, faringe, glándulas salivales, vértebras cervicales, tiroides, paratiroides y encéfalo (parte del sistema nervioso central)                              |
| Tórax           | Pulmones, corazón, timo                                              | Esófago, tráquea, glándulas mamarias, columna vertebral, esternón, caja torácica, costillas, bronquios, diafragma, mediastino y la médula espinal (que es parte del sistema nervioso central) |
| Abdomen         | Estómago, hígado, páncreas, bazo, riñones, mesenterio                | Peritoneo, duodeno, intestinos, vesícula biliar y glándulas suprarrenales |
| Pelvis          | Ovarios, clítoris, útero, pene, testículos, próstata vejiga urinaria | Trompas de falopio, vagina, vulva, perineo e intestinos (delgado y grueso) |
| Extremidades    | Huesos y músculos                                                    | Extremidad superior: hombro, cintura escapular, brazo, antebrazo, codo, muñeca, manos Extremidad inferior: cintura pelviana, muslo, rodilla, pierna, tobillo y pie                            |

## Órganos en plantas superiores
Las plantas superiores o espermatofitas son aquellas que se reproducen por semillas. En anatomía vegetal las siguientes estructuras presentes en las plantas traqueofitas (plantas vasculares) son consideradas como órganos:
- Raíz.
- Tallo.
- Yema.
- Hoja.
- Flor (presente solo en angiospermas —plantas con flor—).
- Fruto (presentes solo en plantas espermatofitas —no en las briofitas—).
- Semilla (presentes en las plantas espermatofitas: angiospermas y gimnospermas —sin flores—).

## Morfología de los órganos: estroma y parénquima
Los diferentes tejidos, tanto animales como vegetales, que componen un órgano constituyen su morfología (histoarquitectura) y aportan funcionalidad (histofisiología). La estroma es la fracción orgánica que se corresponde con los elementos estructurales, y el parénquima es la fracción fisiológica del órgano.

## Otras clasificaciones para la denominación de los órganos

### Órganos animales: vísceras
Una víscera es un órgano contenido en una cavidad esplácnica, como la craneal, torácica, la abdominal y la pélvica. La parte de la anatomía que estudia las vísceras es la esplacnología. En el lenguaje coloquial las vísceras reciben la denominación entrañas.

### Órganos macizos y huecos
Según la constitución anatómica o estructural, existen dos grandes grupos de órganos:
- Órganos macizos o parenquimatosos: son los órganos que presentan dos partes bien diferenciadas en su constitución anatómica/histológica: la estroma (el armazón intersticial) y el parénquima (tejido noble del órgano).
- Órganos huecos, membranosos o canaliculares: Son los órganos que presentan morfología de saco hueco y que va a estar tapizada por una serie de capas estructurales o túnicas.

## Origen y evolución de los órganos en animales

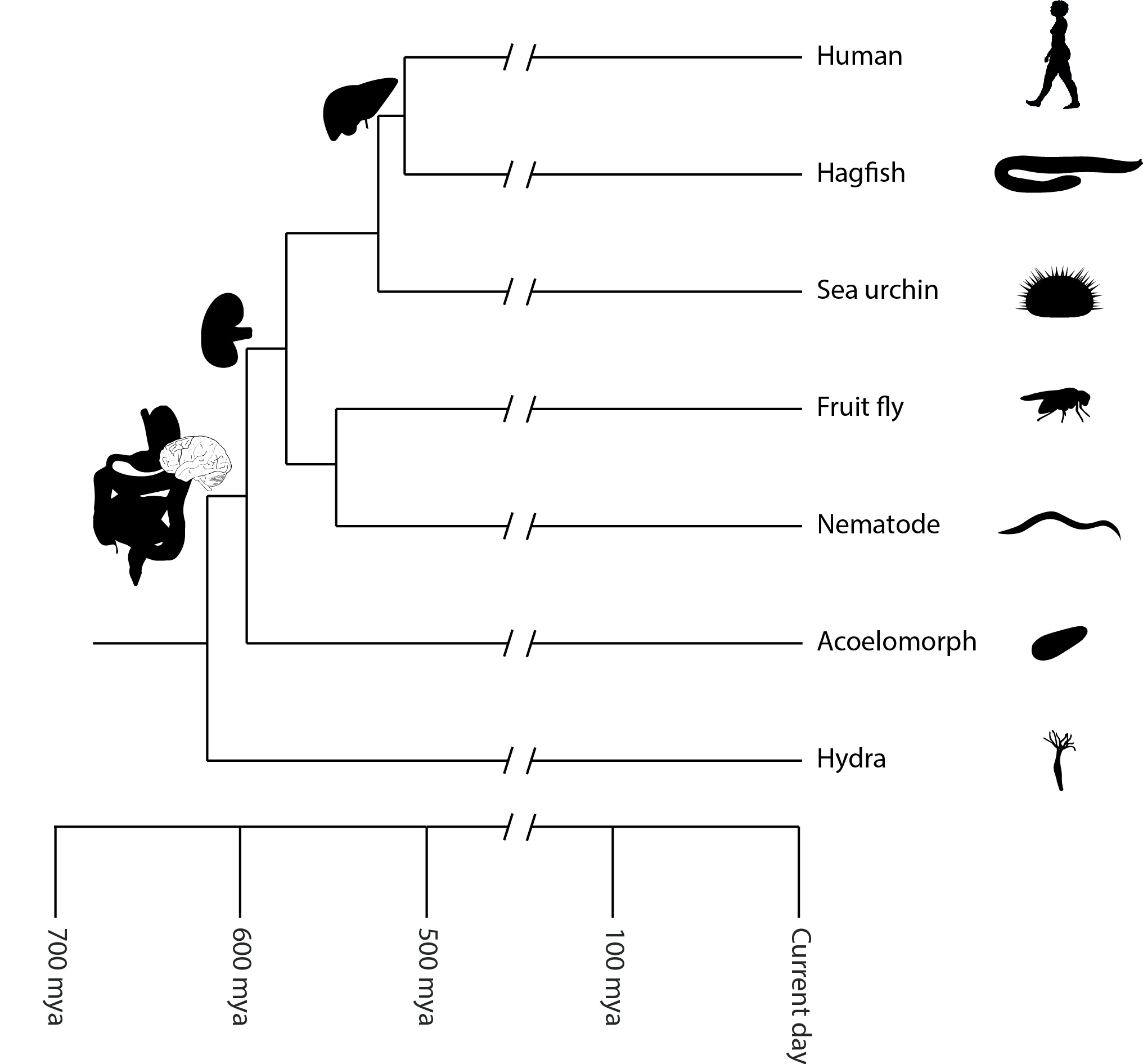
Relación de los principales linajes de animales con indicación de cuánto tiempo hace que estos animales compartieron un ancestro común. A la izquierda se muestran órganos importantes, lo que permite determinar hace cuánto tiempo pudieron haber evolucionado.

El nivel de organización de los órganos en los animales se puede detectar por primera vez en los platelmintos y en los filos más derivados, es decir, los bilaterales. Los taxones menos avanzados (es decir, Placozoa, Porifera, Ctenophora y Cnidaria) no muestran consolidación de sus tejidos en órganos.
Los animales más complejos están compuestos por diferentes órganos, que han evolucionado con el tiempo. Por ejemplo, el hígado y el corazón evolucionaron en los cordados hace unos 550-500 millones de años, mientras que el intestino y el cerebro son aún más antiguos y surgieron en los antepasados de los vertebrados, insectos, moluscos y gusanos hace unos 700-650 millones de años.
Dado el origen antiguo de la mayoría de los órganos de los vertebrados, los investigadores han buscado sistemas modelo en los que los órganos hayan evolucionado más recientemente e idealmente hayan evolucionado varias veces de forma independiente. Un modelo sobresaliente para este tipo de investigación es la placenta, que ha evolucionado más de 100 veces de forma independiente en los vertebrados, ha evolucionado relativamente recientemente en algunos linajes y existe en formas intermedias en los taxones existentes. Los estudios sobre la evolución de la placenta han identificado una variedad de procesos genéticos y fisiológicos que contribuyen al origen y la evolución de los órganos, estos incluyen la reutilización de tejidos animales existentes, la adquisición de nuevas propiedades funcionales por parte de estos tejidos y nuevas interacciones. de distintos tipos de tejido.

## Aspectos sociales y culturales
Muchas sociedades tienen un sistema para la donación de órganos, en el que el órgano de un donante vivo o fallecido se trasplanta a una persona con un órgano defectuoso. El trasplante de órganos sólidos más grandes a menudo requiere inmunosupresión para prevenir el rechazo del órgano o la enfermedad de injerto contra huésped.
Existe un interés considerable en todo el mundo en la creación de órganos artificiales o cultivados en laboratorio.

### Trasplante de órganos
Desde el siglo XX comenzaron a realizarse trasplantes de órganos experimentales a medida que los científicos conocían más sobre la anatomía de los órganos. Estos trasplantes llegaron más tarde, ya que los procedimientos eran a menudo peligrosos y difíciles.Tanto la fuente como el método para obtener el órgano a trasplantar son cuestiones éticas importantes a considerar, y debido a que los órganos como recursos para el trasplante son siempre más limitados que la demanda, en el análisis ético se desarrollan varias nociones de justicia, incluida la justicia distributiva. Esta situación continuará mientras los trasplantes dependan de donantes de órganos más que de la innovación tecnológica o ensayos.

## Historia

### Antigüedad
Aristóteles usó la palabra órgano frecuentemente en su filosofía, tanto para describir los órganos de plantas o animales (por ejemplo, las raíces de un árbol, el corazón o el hígado de un animal), como para describir "partes" más abstractas de un todo interconectado (por ejemplo, sus obras sobre lógica, tomadas en su conjunto, se denominan Organon).
Algunos alquimistas (por ejemplo, Paracelso) adoptaron la asignación de la Cábala Hermética entre los siete órganos vitales y los siete planetas clásicos de la siguiente manera: 
| Planeta  | Órgano          |
| -------- | --------------- |
| Sol      | Corazón         |
| Luna     | Cerebro         |
| Mercurio | Pulmones        |
| Venus    | Riñones         |
| Marte    | Vesícula biliar |
| Júpiter  | Hígado          |
| Saturno  | Bazo            |

En la medicina china tradicional se asociaron los cinco elementos (madera, fuego, tierra, metal y agua) con los cinco planetas (Júpiter, Marte, Venus, Saturno y Mercurio) de manera similar a la forma en que los planetas clásicos se asociaban con diferentes metales. La distinción entre "yin" y "yang" se aproxima a la noción moderna de órganos sólidos y huecos.